# Azawad

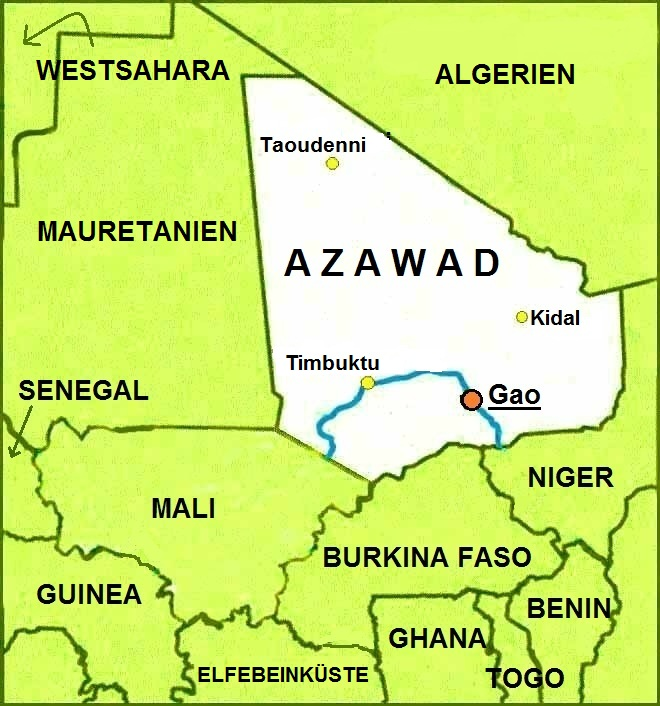
Lage von Azawad in Mali

Der Azawad (tuareg-berberisch azawaɣ ‚Savanne‘ in Tifinagh-Schrift ⴰⵣⴰⵓⴷ; arabisch دولة أزواد المستقلة Dawlat Azawād al-Mustaqilla, französisch État indépendant de l’Azawad, auch Azaouad) ist der nördliche Teil des westafrikanischen Staates Mali. Von 2012 bis 2013 bildete die gesamte Region einen von Mali de facto unabhängigen Separatstaat.

## Bezeichnung
Die Bezeichnung Azawad (älter auch Asauad) rührt vom Azawagh-System von Wadis her, einem saisonalen Flusssystem zwischen der Stadt Gao in Mali und dem Aïr-Gebirge in Niger bzw. einem in der Region Timbuktu befindlichen, von Tuareg bewohnten Oasensystem, bestehend aus den Oasen Mabrouk (Mabruk), Bou Djeheba (Bu Dschebeha) und Araouane (Araouan).

## Lage
Der Azawad besteht aus den Regionen Timbuktu, Gao und Kidal. Im „Pacte national du 11 avril 1992, Bamako, Mali“ hatten sich Regierung und Tuaregrebellen der Nationalen Bewegung für die Befreiung des Azawad (MNLA) darauf verständigt, die Regionen VI, VII und VIII „Azawad“ zu nennen. Die malischen Regionen sind durchnummeriert; die genannten sind die Regionen Gao, Kidal und Timbuktu, siehe auch Regionen in Mali. Diese haben eine Fläche von rund 822.000 km². Die MNLA beanspruchte zudem den Kreis Douentza der Region Mopti. Größte Städte im Azawad sind Gao mit rund 87.000 und Timbuktu mit etwa 54.000 Einwohnern.
Die Region besteht überwiegend aus Sand-, Stein- und Felswüste mit wenigen verstreuten Oasen. Im Süden am Flusslauf des Niger liegen auf einer durchschnittlichen Höhe von 250 bis 260 Meter über dem Meeresspiegel weitläufige Überschwemmungsgebiete. Das Gebirge Adrar des Ifoghas im Osten ist bis zu 890 Meter hoch.

## Bevölkerung
Der Azawad ist von Songhai, Tuareg, Fulbe, Bidhan und anderen Volksgruppen bewohnt. Die MNLA, eine paramilitärische Organisation, die sich als die Vertretung aller Völker des Azawad ansah, rebellierte zweimal gegen die Zentralregierung in Bamako und kämpfte ab 2012 für einen souveränen Staat gleichen Namens. Bei der Volkszählung 2009 hatten die malischen Regionen Timbuktu, Gao und Kidal 1.295.000 Einwohner. Nach dem Beginn der Rebellion waren jedoch etwa 250.000 Bewohner geflohen. Allein im Jahr 2012 registrierte die UN rund 150.000 Flüchtlinge.

## Abspaltung von Mali

Flagge der MNLA

Politische Lage vor der Intervention Frankreichs im Januar 2013

Am 6. April 2012 erklärten mindestens zwei Sprecher der rebellierenden Tuareg die Unabhängigkeit des Azawad von der Republik Mali. Das Exekutivkomitee der MNLA bat die internationale Gemeinschaft, ihren Staat unverzüglich anzuerkennen. Der französische Verteidigungsminister Gérard Longuet sagte, die Erklärung bedeute nichts, solange andere afrikanische Staaten die Unabhängigkeit des Gebietes nicht anerkennen. Wenig später bezeichnete die Afrikanische Union die Unabhängigkeitserklärung der MNLA für nichtig; nach Catherine Ashton, Sprecherin der EU-Außenbeauftragten hatte die Europäische Union in der Krise durchgehend deutlich gemacht, dass sie die territoriale Unversehrtheit Malis respektiere.
Inzwischen hatte sich in Azawad eine Ansar Dine genannte islamistische Gruppe gebildet, die der Al-Qaida nahesteht. Diese Gruppe führte die Scharia ein und kämpfte für einen islamischen Staat, während sich die MNLA für einen religiös neutralen Nationalstaat einsetzte. Frauen mussten sich verschleiern, des Diebstahls Verdächtige mussten damit rechnen, dass ihnen die rechte Hand abgehackt wurde. Schon kurz nach der Unabhängigkeitserklärung brach der Bund zwischen der MNLA und Ansar Dine, angeführt von Iyad Ag Ghaly, der nach Angaben seiner Anhänger bei einem Aufenthalt in Pakistan seinen wahren Glauben fand, wegen politischer und religiöser Differenzen. Islamistische Gruppierungen distanzierten sich zunehmend von der Unabhängigkeitserklärung der MNLA und vertrieben ihre ehemaligen Verbündeten aus Timbuktu und anderen Städten der Region.
In einer Videobotschaft vom 6. April 2012 erklärte die Ansar Dine, dass sie die Unabhängigkeitserklärung der MNLA nicht anerkennt: „Wir sind gegen Revolutionen, die nicht im Namen des Islam sind“. Ziel sei das islamische Recht der Scharia in ganz Mali.
Viele Tuareg warfen der Regierung von Mali vor, dass sie versucht habe, ihr Volk auszulöschen. Amnesty International warnte vor einer „schweren humanitären Katastrophe“. Nach Bamako geflohene Nordmalier demonstrierten dort mehrfach gegen die Abspaltung des Azawad und beabsichtigten, die Rebellen zu entmachten. Am 8. April 2012 gründete sich die überwiegend aus ethnischen Arabern aus Timbuktu bestehende Miliz Front de libération nationale de l’Azawad (FLNA), die nach eigenen Aussagen über 500 Kämpfer verfügte. Die FLNA wollte Timbuktu gegen die MNLA verteidigen und lehnte die Herrschaft „eines Tuareg aus Kidal“ ab.
Laut einem Bericht der BBC einigten sich Vertreter der MNLA und von Ansar Dine Ende Mai 2012 darauf, eine Islamische Republik in Azawad zu etablieren.
Die Vereinbarung wurde bereits eine Woche später von der MNLA aufgekündigt. Im Verlauf des Jahres 2012 gewann Ansar Dine, zusammen mit zwei anderen islamistischen Gruppen, immer mehr Macht. Bei den anderen beiden handelte es sich um die Bewegung für Einheit und Dschihad in Westafrika (MUJAO) und die Al-Qaida im Islamischen Maghreb (AQMI).

## Wiedereingliederung in Mali
Im Rahmen eines UN-Mandats begann Frankreich am 11. Januar 2013 auf eine Bitte der Regierung Malis hin mit der Militärintervention Opération Serval. Bis Ende Januar 2013 konnten die islamistischen Gruppen aus allen größeren Städten der Region zurückgedrängt werden.